# Lawrence Rocks
Lawrence Rocks är klippor i Australien. De ligger i delstaten Victoria, omkring 300 kilometer väster om delstatshuvudstaden Melbourne.
Trakten är glest befolkad. Närmaste större samhälle är Portland, nära Lawrence Rocks.
Genomsnittlig årsnederbörd är 1 016 millimeter. Den regnigaste månaden är juni, med i genomsnitt 164 mm nederbörd, och den torraste är februari, med 28 mm nederbörd.